# Ardvannie
Ardvannie is een dorp in de Schotse Hooglanden.